# Coniatus elegans
Espèce
Coniatus elegans est une espèce  d'insectes curculionidés de la sous-famille des Hyperinae. Elle est trouvée en Syrie.